# Torre di Vachéry
Der Torre di Vachéry oder Torre Vachéry (in französisch Tour de Vachéry), auch Tour de la Vachère, ist ein mittelalterlicher Turm der im Ortsteil Vachéry der Gemeinde Étroubles im Aostatal liegt.

## Geschichte
Der Torre di Vachéry wurde im 12. Jahrhundert auf einem römischen Fundament errichtet, vermutlich als Aussichtsturm in Sichtverbindung mit anderen Türmen gleicher Funktion. Er gehörte der Familie Vachéry (oder De Vacheria), die den Adligen von La Tour d'Étroubles treu war und vermutlich ihren Namen von dem Turm erhielt; die Familie starb im 15. Jahrhundert aus. Laut anderen Quellen gehörte der Turm auch Adelsfamilie La Tour d'Étroubles. Sowohl die La Tour d'Étroubles als auch De Vacherias standen unter dem Schutz der Gignods.
Als die Notwendigkeit für die Verteidigung abnahm, wurde der Turm in der Folge an Bedürfnisse des Wohnens angepasst.
Im Zweiten Weltkrieg wurde der Ortsteil Vachéry im Zuge einer Nazirepressalie niedergebrannt. Um der schwer getroffene Bevölkerung zu helfen, überließ ihr die Verwaltung den Turm zur Erlangung von Baumaterialien, aber die hohen Kosten des Abrisses schützten das mittelalterliche Bauwerk vor der Zerstörung.
Der Turm wurde in den 2000er-Jahren vom regionalen Denkmalamt des Aostatals restauriert, die für ein neues Dach sorgte.
2011 wurde die Möglichkeit angekündigt, den Turm im Rahmen des Projekts Interreg weiter zu restaurieren.

## Beschreibung
Der Turm Vachéry ist ein einzelner Block mit quadratischem Grundriss, der laut Mauro Cortellazzo, der sich auf G. Lange bezieht, einige wichtige bauliche Ähnlichkeiten mit anderen Türmen des Aostatals in der Ebene zeigen, wie die Mauerdicke von 2 Metern:

„Der Tour Malluquin in Courmayeur, der Tour de l’Archet in Morgex, die Burg Écours in La Salle, der Turm La Plantaz und der Turm des Heiligen Anselm in Gressan, der kürzlich entdeckte Turm des Schlosses Fénis, der Torre di Néran in Châtillon, der Turm Ville in Arnad und zwei weitere Türme in den Seitentälern, der Turm Vachéry in Étroubles und der Tour d'Hérères in Perloz. All diese Türme wurden in Geländen errichtet, die keinerlei morphologische Elemente besitzen, die die Verteidigung erleichtern könnten, im Gegenteil, die Auswahl flacher Gelände, die offen und nicht immer in der Nähe von Straßen liegen, erscheint klar. Alle zehn zeichnen sich also durch die besondere Wahl ihrer Lage aus.“

Wie die anderen mittelalterlichen Türme zeigt der Turm Vachéry einen Eingang 8 Meter über dem Erdboden, um Feinde daran zu hindern, ihn einzunehmen: Die Räume waren durch eine bewegliche Holztreppe zugänglich. Über dem Eingang kann man noch „eine Pfosten und einen monolithischen Architrav und einen Bogen mit drei Elementen“ erkennen. In der Folge wurde noch eine Eingang im Erdgeschoss angebracht und der ursprüngliche Eingang auf der Westseite vermauert.
Ein Riss im soliden Mauerwerk, der nicht genau datiert werden kann, leistete einer Sage Vorschub, dass die Dame de Vachéry, Gattin des Turmverwalters, der einem Adligen des Hauses Savoyen schlechte Gastfreundschaft erwiesen hatte, diesen anbettelte und schließlich sein Mitleid erregen wollte, sodass er ihren Ehemann nicht der Rechte eines Vasallen zu berauben und die Zerstörung des Turms zu unterbrechen sollte, aber der wütende Herr entschied sich gegen das Haus, in dem er so schlecht geschlafen hatte. Die Sage berichtet, dass der savoyische Adlige verfügte, dass der Riss nicht wieder repariert würde, um als Warnung zu dienen und an seine Großzügigkeit zu erinnern.

## Galeriebilder

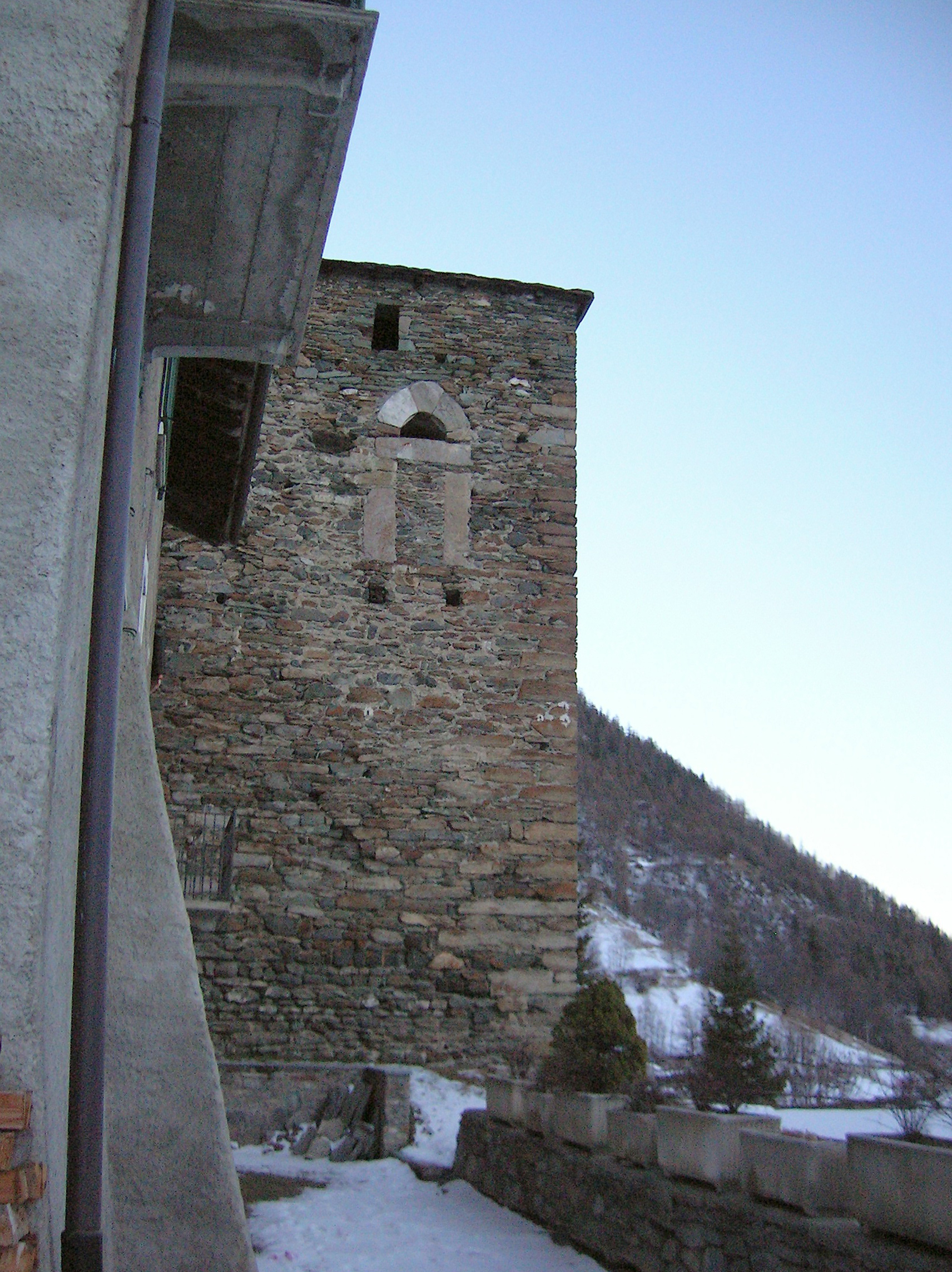
Die Seite mit dem ursprünglichen Eingang.
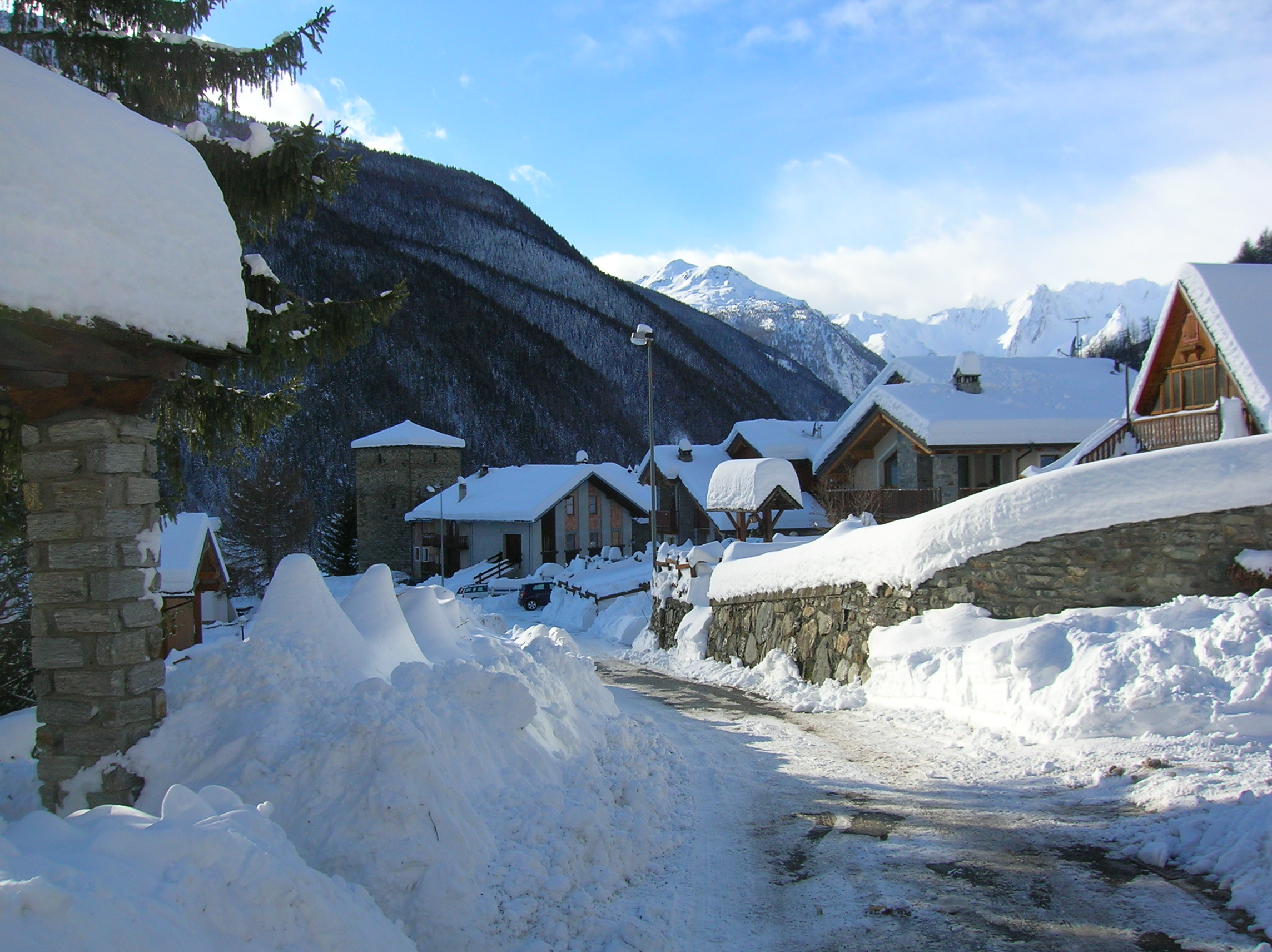
Ortsteil Vachéry, im Hintergrund der Turm.
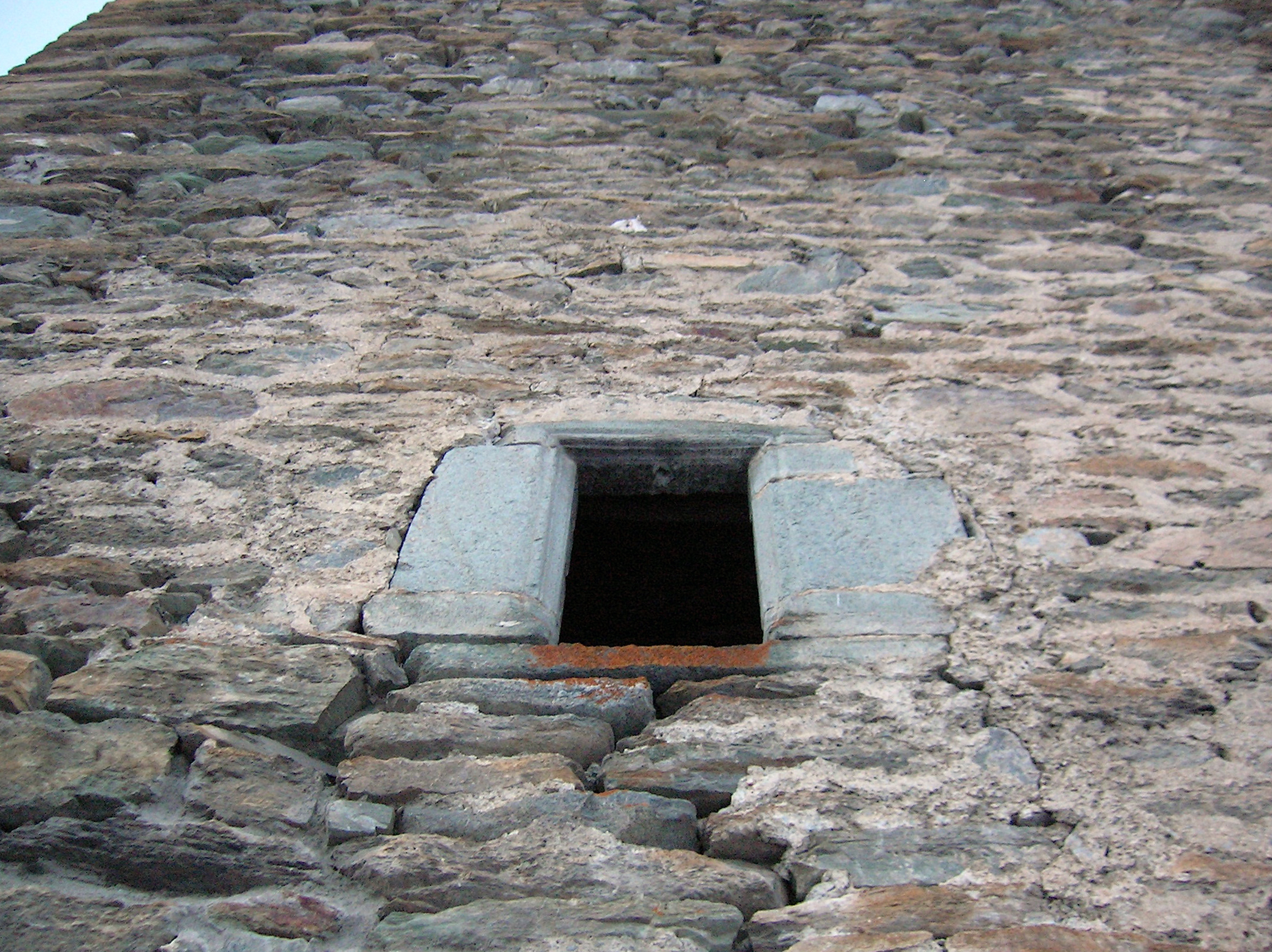
Das Fenster in Werkstein über dem modernen Eingang im Erdgeschoss.
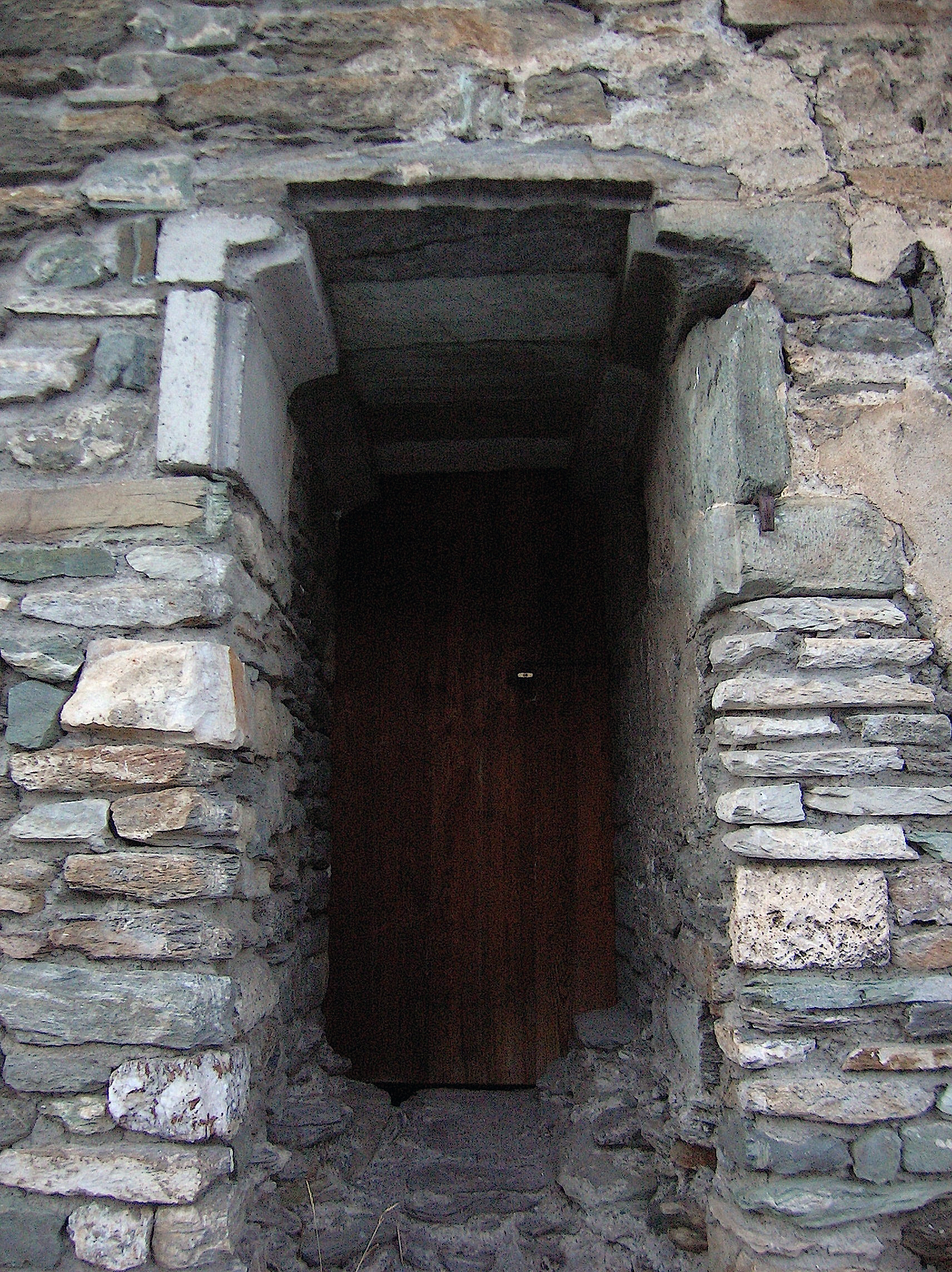
Der Eingang in verziertem Stein auf Straßenniveau.